# 盾角針蟻亞科
盾角針蟻亞科（Proceratiinae）隸屬於蟻科針蟻形態亞科群，下分3屬，世界廣佈，但大多集中在熱帶及亞熱帶地區。

## 特徵
本亞科體型從小型到中型，群體個體數通常少於100，本亞科相似於針蟻亞科，但前中胸背板縫線癒合；面葉（frontal lobe）位置較高，且通常退化；從頭部前面觀來看，觸角窩外露；在多數物種中，第四腹背板劇烈增大且呈拱形，相對地，第四腹腹板縮小。

## 分類
該亞科是 Barry Bolton 於2003年從針蟻亞科分出的六個亞科之一，可再下分為盾角針蟻族及 Probolomyrmecini 族，包含3個現生屬及1個已滅絕屬。
- 盾角針蟻亞科 Proceratiinae Emery, 1895
  - 盾角針蟻族 Proceratiini Emery, 1895
    - Discothyrea（英语：Discothyrea） Roger, 1863
    - 盾角針蟻屬 Proceratium（英语：Proceratium） Roger, 1863
    - †Bradoponera（英语：Bradoponera） Mayr, 1868

  - Probolomyrmecini Perrault, 2000
    - Probolomyrmex（英语：Probolomyrmex） Mayr, 1901

## 外部連結
- 维基共享资源上的相關多媒體資源：盾角針蟻亞科